# Tobias Engelsing
Tobias Engelsing (* 9. Oktober 1960 in Konstanz) ist Direktor der vier Städtischen Museen in Konstanz (Rosgartenmuseum, Hus-Museum Konstanz, Städtische Wessenberg-Galerie, Bodensee-Naturmuseum), Buchautor und Journalist.

## Leben

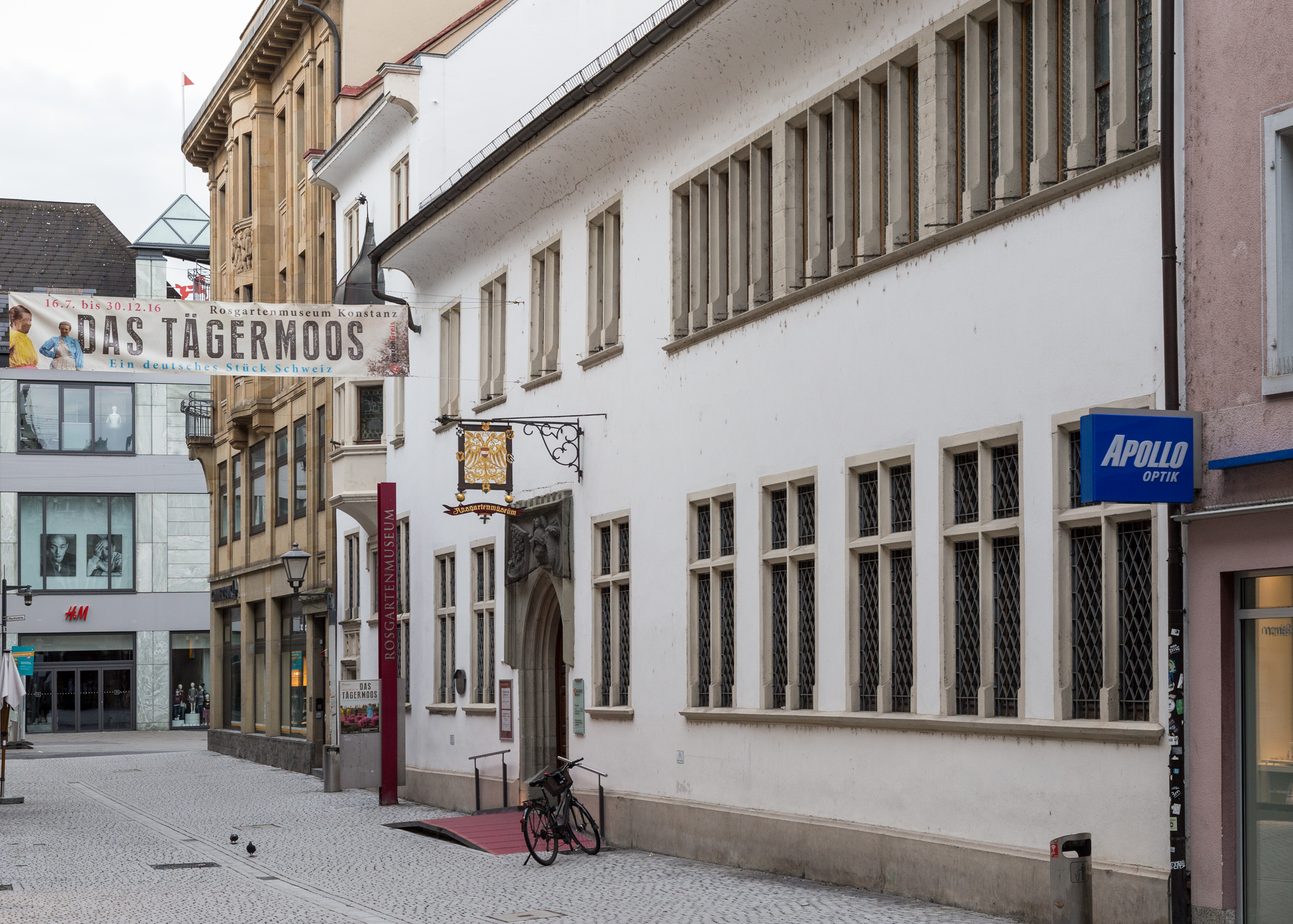
Rosgartenmuseum, Rosgartenstr. 5, Konstanz

Der Sohn von Herbert Engelsing studierte an der Universität Konstanz Geschichte, Rechtswissenschaft und Politikwissenschaften und promovierte dort 1990 zum Dr. phil. mit der Dissertation: Die Sozialgeschichte der Freiwilligen Feuerwehr im 19. und 20. Jahrhundert.
Er war 1990 bis 1992 Referent für Öffentlichkeitsarbeit und Referent des Rektors an der Fachhochschule Konstanz und 1992 Mitgründer und bis 2016 Gesellschafter des Instituts für Weiterbildung an der HTWG Konstanz. Von 1992 bis 2006 arbeitete er als Redaktionsleiter bei der Tageszeitung Südkurier. Seit 2006 ist er Direktor der Städtischen Museen Konstanz. Er ist Lehrbeauftragter der Universität Konstanz im Fachbereich Geschichte und Vorstandsmitglied der Werner Konrad Siegert Stiftung.
Seit 1982 veröffentlicht er Bücher zur Regionalgeschichte der Bodenseeregion sowie Biografien zur Geschichte des 19. und 20. Jahrhunderts. Als Journalist arbeitet er für deutsche und Schweizer Tageszeitungen, für Die Zeit und für Fernsehsender. In den 1980er-Jahren war er als Drehbuchautor und einmal auch als Nebendarsteller an verschiedenen Spielfilmen beteiligt. Später verfasste er Drehbücher für die Dokumentarfilme Das Konstanzer Konzil 1414–1418 (2014) und Konstanz im Nationalsozialismus – Eine Spurensuche (2021). sowie "Der 'Heckerzug' und die badische Revolution von 1848/49. Eine Spurensuche am Bodensee (2023)
Engelsing ist verheiratet.

## Filme
- Landesschau Baden-Württemberg: Tobias Engelsing – Historiker und Fastnachter auf YouTube

## Ehrungen
- 2000: Goldenes Kreuz der Evangelischen Landeskirche in Baden für langjähriges Ehrenamt
- 2015: Verdienstmedaille der Universität Konstanz
- 2017: Deutsches Feuerwehr-Ehrenkreuz in Bronze
- 2001: Alefanzorden des Fasnachtsmuseums Schloss Langenstein[9]
- 1991: Burgherr der Niederburg
- 2006: Ehrenjakobiner der Jakobiner Konstanz

## Werke (Auswahl)

### Bücher
- Menschen im Paradies. Bilder aus einem Konstanzer Stadtteil um die Jahrhundertwende. Faude, Konstanz-Litzelstetten, 1982, ISBN 3-922305-06-7.
- „Wir sind in Deutschland und nicht in Russland“. Eine Alltagsgeschichte der Volksschule in den Jahren 1933–1949 am Beispiel der Stadt Radolfzell am Bodensee. Libelle/Faude, Lengwil 1987.
- Im Verein mit dem Feuer. Die Sozialgeschichte der Freiwilligen Feuerwehr von 1830 bis 1950. 2. Auflage. Libelle-Verlag, Lengwil (CH) 1999, ISBN 978-3-909081-16-5.
- Das Tägermoos. Ein deutsches Stück Schweiz. 2. Aufl. Südverlag, Konstanz 2017, ISBN 978-3-87800-098-3.
- „Der gefährliche See“ – Wetterextreme und Unglücksfälle an Bodensee und Alpenrhein. Südverlag, 2019, ISBN 978-3-87800-123-2.
- Sommer '39. Alltagsleben im Nationalsozialismus. Rosgartenmuseum Konstanz, 2019, ISBN 978-3-929768-47-3.
- Menschen im Paradies. Ein Konstanzer Stadtteil in Bildern aus der Jahrhundertwende. Faude, Konstanz 1982.
- Straßen und Namen in Konstanz. Biografische Skizzen zur Stadtgeschichte. Faude, Konstanz 1984.
- „Geliebter Ferdi“. Vertrauliche Briefe der Familie Zeppelin. Libelle, Konstanz 1988.
- Der Rote Arnold. Der Konstanzer Stadtomnibusverkehr 1927–2000. Stadtwerke, Konstanz 1994.
- Der „Rote Arnold“. Eine Lebensgeschichte 1883–1950. Universitätsverlag Konstanz, Konstanz 1996.
- Klaus Baeuerle zum 60. Geburtstag. Biografie und Bilder. Konstanz 2003.
- Napoleon III. Der Kaiser vom Bodensee. Katalog. Rosgartenmuseum, Konstanz 2008.
- Sommer ’39. Alltagsleben am Anfang der Katastrophe. Konstanzer Museumsjournal, Rosgartenmuseum, Konstanz 2009.
- Die Welt im Topf – Kleine Kulturgeschichte der Küche am Bodensee. Begleitbuch zur Sonderausstellung des Rosgartenmuseums 2010. Konstanz 2010.
- Chapeau. Berühmte Kopfbedeckungen 1700 – 2000. Konstanzer Museumsjournal, Rosgartenmuseum, Konstanz 2011
- Leiners Erben. Biografie eines Museums. Konstanz 2020, ISBN 978-3-87800-134-8.
- Kein Mensch, der sich für normale Zeiten eignet. Mein Vater zwischen NS-Film und Widerstand. Berlin: Propyläen 2022, ISBN 978-3-549-10026-4

- "Jetzt machen wir Republik!" Die Revolution von 1848/49 in Baden und am Bodensee. Konstanz 2023, ISBN 978-3-929768-51-0

### Herausgeber/Mitherausgeber
- mit Ulrich Renz (Hrsg.): Elser & Sohn: prägende Jahre am Bodensee. Erinnerungs- und Forschungsstätte Johann-Georg-Elser, Königsbronn 2009.
- Kumm gang mer ewäg. Alemannische Gedichte. Faule, Konstanz 1984.
- mit Barbara Stark (Hrsg.): Einfach himmlisch!: die Malerin Marie Ellenrieder 1791–1863. Arnoldsche Art Publ., Stuttgart 2013, ISBN 978-3-89790-388-3.
- mit Jürgen Bleibler (Hrsg.): Die Zeppelins: Lebensgeschichten einer Adelsfamilie. Rosgartenmuseum Konstanz, 2013, ISBN 978-3-929768-32-9.
- mit Lisa Foege (Hrsg.): Konstanz 1414: städtischer Alltag zur Zeit des Konzils. Städtische Museen Konstanz, 2014, ISBN 978-3-929768-33-6.
- Die Grenze im Krieg. Der Erste Weltkrieg am Bodensee. Stadt Konstanz, 2014, ISBN 978-3-929768-31-2.
- mit Lisa Foege (Hrsg.): Bei Hofe und am Bürgerstisch: Kochbuch nach Aufzeichnungen der Gräfin Isabella von Zeppelin und der Konstanzer Bürgermeistersgattin Anna Dietrich geb. Miehle. Rosgartenmuseum Konstanz, 2014, ISBN 978-3-929768-34-3.
- mit Anne-Katrin Reene (Hrsg.): Schlösser am See: Burgen und Landsitze am westlichen Bodensee. Südverlag, Konstanz 2015, ISBN 978-3-87800-062-4.
- Das jüdische Konstanz: Blütezeit und Vernichtung. Südverlag, Konstanz 2015, ISBN 978-3-87800-072-3.
- Heimat Alpstein: Appenzeller und Toggenburger Bauernmalerei. Südverlag, Konstanz 2017, ISBN 978-3-87800-106-5.
- mit Lisa Foege (Hrsg.): Charakterköpfe. Bodenseegeschichte in Porträts, Miniaturen und frühen Fotografien. Rosgartenmuseum, Konstanz 2018, ISBN 978-3-929768-35-0.
- Idyllen zwischen Berg und See. Die Entdeckung von Bodensee und Voralpenraum. Konstanz 2021, ISBN 978-3-87800-154-6.
- Wir schaffen was! Arbeitswelten in der Kunst am Bodensee. Konstanz 2024, ISBN 978-3-929768-52-7

### Zeitungs-/Zeitschriftenaufsätze
- Der Grießegg Turm. Kleiner Wachturm mit langer Geschichte. In: Konstanzer Almanach 1984.
- Der Kampf gegen das “See-Regiment”. In: Bodensee-Hefte. 8/1990
- Im Haus meines Vaters. Die Widerstandsorganisation „Rote Kapelle“. Zeit-Geschichte, Nr. 4, 2009.
- Die Bude muss weg – Synagogenbrand 1938. In: Zeit Geschichte. Hamburg 2010.
- Mit Sense und Pistole für die Republik. Friedrich Hecker und sein kühner Versuch, von Baden aus die Revolution durchzusetzen. Zeit-Geschichte, Nr. 3, 2010.
- „I’m going to fight mit Sigel.“ Die Revolutionäre von 1848 im amerikanischen Bürgerkrieg. Zeit Geschichte. Nr. 3, 2011.
- Lincolns deutscher Freund. Carl Schurz: Ein deutscher wird Innenminister der USA. Zeit Geschichte. Nr. 3, 2011.
- Sieg oder Tod für die deutsche Republik. Anwalt der Freiheit, Revolutionär, deutscher Mythos: Zum 200. Geburtstag Friedrich Heckers. In: Die Zeit Nr. 39, 22. September 2011.
- Gott bewahre! Der Abgeordnete Jakob Grimm in der Paulskirche 1848. Zeit Geschichte. Nr. 4, 2012.
- „Vollpension mit Gartenfron.“ Monte Verità: Wie ein Sanatorium zum Treffpunkt der lebensreformerischen Avantgarde wurde. Zeit-Geschichte. Nr. 2, 2013.
- Herrscher der Lüfte, Wie Graf Zeppelin zum „Volkskaiser“ aufsteigt. Zeit-Geschichte. Nr. 4, 2010.
- „Du wirst nicht zurückkehren.“ Jan Hus vor dem Konstanzer Konzil. Zeit-Geschichte. Nr. 3, 2014.
- „Kaiser sollst Du werden!“ Die letzte Bastion des Bonapartismus am Bodensee. Zeit-Geschichte. Nr. 2, 2015.
- Brüderlich entzweit. Die Verlegersöhne Friedrich und Johann Cotta kämpfen für mehr Freiheit. Zeit Geschichte. Nr. 3, 2016.
- „Bums-Bonanza“ am Bodensee. Zur jüngeren Geschichte der weiblichen Prostitution in Konstanz. In: Konstanzer Almanach 2018. Konstanz 2018.
- Josef Fickler – Ein vergessener Demokrat und Journalist der Revolutionszeit. In: Momente. Beiträge zur Landeskunde von Baden-Württemberg. 2/ 2018.
- Marie Ellenrieder – Eine erfolgreiche Malerin von Porträts und Altarbildern. In: Momente. Beiträge zur Landeskunde von Baden-Württemberg. 2/ 2018.
- Die Feuerwehren im „Dritten Reich“. Eine bürgerschaftliche Organisation als militarisierte „Hilfspolizeitruppe“. In: Bodensee Magazin Spezial, Feuerwehrmuseum Salem. Einblicke in drei Jahrhunderte Feuerwehrwesen. Konstanz 2018.
- Hölzerner Evangelist auf glattem Eis. In: Südkurier. 12. Februar 2003.
- Spuren einer ausgelöschten Existenz. In: Südkurier. 8. April 2003.
- Konstanzer Konzil: Exkommuniziert, verraten, verehrt. In: Die Zeit, 43/2014 3. November 2014, zu Jan Hus auf dem Konstanzer Konzil
- Ein Widerstandsrecht für jeden Christen. In: Konstanzer Almanach 2015. S. 29–33.
- Auch Juden führten Konstanz zur Blüte. In: Konstanzer Almanach 2015. S. 41–42.